# Michel-Ange-Benoît de Bruges
Michel-Ange-Benoît de Bruges est un religieux et homme politique français né le 9 février 1743 à Vallabrègues (Gard) et décédé le 23 juillet 1794 à Paris.

## Biographie
Vicaire général de l'évêque de Mende, il est suppléant pour le clergé, aux états généraux de 1789, pour la sénéchaussée de Mende. Il est admis à siéger le 1er décembre 1789, et vote avec la droite. Arrêté comme suspect après le 10 août 1792, il est incarcéré aux Carmes, condamné à mort et exécuté le 5 thermidor an II.

## Sources
- « Michel-Ange-Benoît de Bruges », dans Adolphe Robert et Gaston Cougny, Dictionnaire des parlementaires français, Edgar Bourloton, 1889-1891 [détail de l’édition]
- « Michel Ange de Bruges », dans André Chapus (préf. Michel Vovelle), Le Clergé du Gard de 1789 à 1821, Brignon, La Fenestrelle, 2015 (ISBN 979-10-92826-24-1), p. 171.